# Велика народна школа
Великата народна школа (на гръцки: Μεγάλη του Γένους Σχολή, Мегали ту Генус Схоли, на турски: Fener Rum Erkek Lisesi, Фенер Рум Еркек Лисеси) е най-старото и най-престижно гръцко училище в Истанбул, Турция, в което са учили и много видни българи.

## История
Училището е основано в 1454 г. – една година след падането на Константинопол под османска власт – когато патриарх Генадий Схоларий моли видния учен Матей Камариот да възстанови разрушената Патриаршеска академия. Така Великата школа се превръща в основното училище на Цариградската вселенска патриаршия. В него са учили членове на много видни гръцки семейства фанариоти, гръцки и други православни духовници, молдовски и влашки управници и дори турци.
През вековете училището няколко пъти сменя местоположението си. Първоначално е в седалището на патриаршията (тогава в църквата „Светите Апостоли“, а след това на различни места в квартала Фенер или в селцата (днес квартали) по Босфора като Куручешме (Ксирокрини). Патриарх Йоаким III Константинополски (1878 – 1884) решава, че училището трябва да се премести по-близо до седалището на патриаршията – църквата „Свети Георги“ и за две години (1881 – 1883) под ръководството на гръцкия архитект Константинос Диамадис е построена сегашната сграда на върха на хълма на Фенер.
Сградата, известна като Червения замък или Червеното училище, доминира изгледа от Златния рог и с еклектичната си архитектура е една от най-красивите във Фенер. Цената ѝ е 17 210 златни османски лири, огромна за времето си сума. Куполът на сградата се използва за обсерватория и има голям стар телескоп.
Днес училището дава средно образование.

## Българи, учили във Великата школа
Сред възпитаниците на Великата школа са и много дейци на Българското възраждане. Някои от по-известните българи учили във Великата школа са революционерът Георги Раковски, държавниците Никола и Алеко Богориди, Гаврил Кръстевич, Иван Кишелски, просветителите Сава Доброплодни, Иван Богоров, Филип Велиев, Иван Найденов, Никола Бацаров, Кръстю Пишурка, Сава Филаретов, лекарят Захари Струмски, духовниците екзарх Антим I, екзарх Йосиф I, Иларион Макариополски, митрополит Григорий Доростолски и Червенски и други.